# Торн (мир)
Торн — вымышленный мир писателя Виталия Зыкова. В пределах этой вселенной разворачиваются действия литературного цикла Дорога домой. Мир Торна отличается от земного тем, что в основе всех процессов, протекающих в его природе, лежит магия. В то время, как двигатель прогресса на Земле — наука, на Торне это место занимает магия. Вообще, магия пронизывает все грани существования во вселенной: транспорт, военная техника, оружие, сельское хозяйство, устройства связи и др.

## Мироустройство[1]
Торн имеет форму шара и вращается вокруг звезды Тасс. Наряду с Торном вокруг Тасса вращаются семь других безжизненных миров: Арх, Унета, Лагос, Явита, Генеш, Шорма и Дром. Кроме того, вокруг Торна вращается спутник — Ярдига.

## География
Мир Торна включает четыре крупных материка, которые омываются шестью океанами. Материки именуются Грольд, Сууд, Горх и Сардуор. Упоминается, что когда-то существовал пятый материк, именуемый в мифах как Варт. Именно на нём по преданиям жили легендарные мифические вартаги. Кроме того, к югу от Грольда располагается крупный остров Нолд. К западу от Грольда и Сууда расположен Змеиный Архипелаг — протянувшаяся с севера на юг плеяда мелких и средних островов — обитель пиратов и разбойников.
На севере Грольд, Горх и Сардуор омываются Льдистым океаном. На западе Грольд и Сууд, а на востоке Сардуор омывается Тихим океаном. На юге Грольд омывается Суудским океаном. Этот океан также омывает западные берега острова Нолд, восточная часть которого окунается в воды Благостного, или Эльфийского океана. Горх омывается с запада Эльфийским океаном, ну а на востоке его побережье выходит на мрачные воды Темного океана. И наконец, на самом юге располагаются Потерянные воды. Происхождение этого названия окутано туманом, но по сложившейся традиции его никто не меняет.
Материки Грольд, Сууд, Сардуор испещрены горными скоплениями, многие из которых обитаемы гномами.
В центре материка Сардуор раскинулась уникальная Стеклянная пустыня — предмет тщательного изучения различного рода исследователей.
Карта

## История[2]
На заре эпохи на Торне существовали различные разумные расы. Так, когда мир был ещё совсем молодым, Торном правили могущественные вартаги. Никто и ничто не могло сравниться с ними в могуществе, и никто больше не удостаивался столь запредельной ненависти всех разумных под голубыми небесами Торна. Куда они пропали, как выглядели и были ли вообще, современной науке неизвестно. Некоторые исследователи считают их собирательным образом некоего вселенского зла, жестокого рока или тирании других рас. После сгинувших в небытие вартагов к власти пришли три великих народа — рептохи, рептохорсы и логи Их время окутано дымкой тайны и страшных преступлений, считается, что цивилизации рептохов и рептохорсов погибли, а логи ушли странствовать в иные миры. В книге фигурирует как минимум один лог — дракон Междумирья Рошаг, из-за которого земляне попадают на Торн. Погиб в самом начале первой книги цикла, позднее возродился. По всей видимости, под логами и подразумеваются драконы Междумирья.
Эпоха человека началась много позже. Люди сплотили остатки былых цивилизаций в единое государство — Закатную Империю, которое просуществовало небывало долго (точное время неизвестно, но не менее 4-5 тысяч лет). Его власть простиралась почти на весь Торн, но то была власть страха и боли. Закатная империя стала вершиной власти человека и единственным случаем, когда он сосуществовал с представителями иных народов в едином государстве.
Вместе с тем, государство воевало чуть ли не с самого начала своего существования. Затем государство погибло в пожаре войны и страшных катастрофах, лишь на Грольде и Сууде сохранились центры цивилизации, ставшие костяками новых стран. Вновь начались кровопролитные войны, и тот период даже назван Эпохой Войн. Закономерным этапом развития стали Войны Падения, череда чудовищных войн между объединёнными силами людей, эльфов, гномов, Истинных магов, с одной стороны, и человеческими и эльфийскими отщепенцами — с другой. Последние называли себя Объединёнными Колониями Заката и возглавлялись неизвестными существами, сторонниками возрождения власти Закатной Империи. Объединённые Колонии Заката войну проиграли. Результаты войны определили сегодняшнее мироустройство. Больше всех выиграли Истинные маги, получившие в своё владение остров Нолд.

## Население
Мир Торна населяют несколько рас:
- Люди — самая многочисленная раса, представители которой живут повсеместно на территории всех материков и населённых островов.
- Светлые эльфы — раса могущественных существ, со своим государством Маллореан, расположившимся на востоке Грольда. Искусны в плетении интриг и ведении закулисных политических игр.
- Тёмные эльфы — их земли, покрытые завесой мрака и тайн, раскинулись в центре материка Горх. Со времен древнего Раскола они являются постоянными соперниками своих Светлых собратьев.
- Орки — населяют северную часть Горха. Какой-то общей структуры власти у них нет, потому они беспрестанно воюют между собой и с южными соседями.[3]
- Гномы — низкорослые обитатели подземных и подгорных городов. Мечтают вернуть своей расе былую значимость и влияние в мире. Поэтому всё время проводят в поисках утраченных знаний и артефактов.
- Истинные — прирождённые маги, обладающие способностями к магии от рождения. Достигшие высот в обучении магии обладают неограниченной продолжительностью жизни[3]. Их обителью считается остров-государство Нолд.
- Тролли (Тарки) — высокие, с твердой шкурой, крепкими костями, мощными мышцами. Все это увенчано маленькой головой с ещё более маленьким мозгом, где очень редки проявления мыслительной деятельности. Не восприимчивы к низшей магии, что делает их отличными телохранителями[3]. Место обитания — север Сардуора.
- Гоблины (Урги) — мелкое племя ушастых коротышек, с зачатками магии, сконцентрированной в руках их шаманов. Хитры и изворотливы. Остры на язык, что заставляет некоторых правителей держать их при себе в качестве шутов[3]. Место обитания — север Сардуора.

## Языки
В мире распространено два языка:
- Гральг — язык, получивший распространение в Сардуоре. Сегодня сохранился в основном только на севере Сардуора, но и там постепенно исчезает из-за миссионерской деятельности стран Объединённого Протектората. Вырос из мёртвого новокаенского языка. За пределами Сардуора гральг продолжает изучаться только в военной академии Нолда.
- Торн — язык межрасового общения и единый язык человечества. Изучение языка отсталыми народами происходит под патронажем Объединённого протектората. Официальные документы на других языках считаются действительными только если содержат перевод на торн
- Истинный язык язык магов с Сардуора запрещен объединённым протекторатом на этом языке Шипящий учил землянина Ярика или же Кирсана Кайфата магии на истинном языке написано истинное имя Кирсана

## Страны[4]

### Нолд
Мощнейшее государство, основанное легендарным магом Грасс.
Это островное государство на юге от Грольда является местом обитания Истинных магов. Здесь же расположена знаменитая Академия Общей Магии, выпускающая лучших чародеев мира, а также Институт Культур.
Политическое устройство этой державы едва ли не самое сложное на Торне. Всеми гражданскими делами заведует Совет граждан, куда входят наиболее почетные члены общества, избираемые от сословий, и возглавляется выборным Консулом. Над этой гражданской структурой стоит Совет Мастеров, который состоит из одних только Истинных магов. Из Мастеров выбираются самые могущественные, и те получают статус Магистров. Их трое — Магистр Ищущих, Магистр Наказующих и Магистр Охранителей. Иными словами — это министр по науке и магии, министр разведки и военный министр. Над всеми ними стоит, наверное, самый влиятельный человек в мире — Архимаг.
Основа экономики — морская торговля, рыбная ловля и предоставление магических услуг прочим странам. Остров Нолд неприступен для любой армии мира. Его оберегает могучий флот и ещё более могучая объединённая магия Истинных и их главы — Архимага. Также ходят слухи о тайных храмах, готовящих неуловимых убийц, выполняющих волю Архимага в любой точке Торна.
В силу древнего договора о Запретной магии, подкрепленного чудовищными силами чародеев, Истинные маги вмешиваются во внутреннюю политику прочих государств в деле контроля за магическими исследованиями. Иногда это вызывает недовольство, но Объединённый Протекторат безоговорочно поддерживает все начинания Нолда.
Известные города
- Семь башен
- Муар
- Гаррас

#### Иерархия магов Нолда
- Младший ученик — 1—5 годы обучения в Академии Общей Магии.
- Старший ученик — 6—10 годы обучения в Академии Общей Магии.
- Маг четвёртого ранга (ступени) — выпускник Академии.
- Маг третьего ранга (ступени) — 11—13 годы обучения в Академии Общей Магии (третий высший круг).
- Маг второго ранга (ступени) — 14—18 годы обучения в Академии Общей Магии (второй высший круг).
- Маг первого ранга (ступени) — 19—25 годы обучения в Академии Общей Магии (первый высший круг).
- Подмастерье — маг первого ранга, заинтересовавший Мастера и ставший его учеником.
- Мастер — маг, достигший высот в Искусстве, недостижимых прочими, творец заклинания запредельной сложности или создатель нового направления в магии. Утверждается Советом Мастеров.

### Гарташ
Гарташ — это королевство со столицей Пильмой, расположенной на берегу Благостного океана. Правит страной род Гтонов, идущий от самого Тардона. Опора короля — дворянство. Изучающие с детства воинские и магические искусства дворяне Гарташа являются непревзойденными воителями, что делает их иногда излишне заносчивыми и толкает на необдуманные поступки вроде мятежа. Короли Гарташа в своей милости и заботе о подданных пресекают скверну неповиновения на корню, заставляя завистников и злопыхателей говорить о попрании устоев и тирании, что является несомненной клеветой и ложью.
Власть короля ограничена Королевским советом, в который входят представители всех знатных родов и семейств страны.
Основа экономики Гарташа — сельское хозяйство. Богатейшими урожаями плодородных полей этой благостной страны кормятся все государства Торна. Даже великий Нолд закупает зерно и мясо в Гарташе. На юге расположены богатые серебряные рудники. Основа армии — дружины дворян и королевская гвардия, подкрепленные силой магии короля.
Известные города
- Пильма
- Гонул
- Наврас
- Бурнал

### Зелод
Зелод — это владение рода Рансов. Именуясь королевством, оно прикрывает жесточайшую диктатуру тамошнего короля или, что вернее, диктатора. Верх абсолютизма, верховный правитель не имеет никаких ограничений власти. Знатные рода периодически поднимают восстания против тирана, но жуткая магия королевского рода не оставляет никаких шансов борцам за свободу.
Землепашество развито слабее, чем в Гарташе, но чрезвычайно распространено рыболовство. На территории страны имеются богатейшие месторождения золота и янтаря. Именно они и обеспечивают процветание этого государства.
Армия состоит из вольнонаемных пехотных частей, королевской гвардии и малых дворянских дружин. Все это также защищено магией королевского рода.
Известные города
- Равест
- Фиор
- Орхан
- Грумбаль

#### Структура войсковых частей и воинские звания Зелода
- 5 легионов (около 20 000 человек) — полный генерал
- 1 легион (около 4000 человек) = 4 полка — генерал
- 1 полк (около 1000 человек) = 10 рот — полковник
- 1 рота (около 100 человек) = 3 взвода по 3, 3 и 4 десятка соответственно.

Командовать ротой может как капитан, так и лейтенант. Старшинство определяется по номеру: чем меньше номер, тем старше звание. То есть 1 рота — это всегда капитан, лейтенант же может быть с четвёртой роты по десятую. Кроме старшинства определяется и качественный состав подразделений. В первой роте служат самые опытные и умелые ветераны, а в десятой — новички. Взводами командуют сержанты, старшинство которых определяется уже по номеру взвода. Считается, что первый взвод должен быть гораздо более профессионален, чем третий, отсюда и сержант этого подразделения старше по званию, чем его сослуживцы.
- 1 десяток (обычно 10 человек, хотя бывает и чуть больше)- капрал. Старшинство капралов определяется все по той, же схеме с номерами подразделений.

Это же простое правило переносится и на легионы. Так Первый легион считается гораздо лучше подготовленным и почетным, чем Двенадцатый. Такая схема вызывает большое число нареканий.
Каждый легион состоит из полков тяжеловооруженной (Скорпионы, Василиски и Грифоны) и легковооруженной пехоты (Львы). Кроме того, к нему приписана группа боевых магов и подразделение полевых метателей.

### Джуга
Джуга — это небольшое государство, расположенное на северо-западе Грольда. Страна торговцев, ростовщиков, разнообразных ремесленников и магов. Здесь же расположен и Джугский университет. Дворянства нет, политику определяет Совет Гильдий.
Основа богатства — громадный торговый флот и множество банков. Джуга является единственным соперником Нолда на море. Армия состоит из наемников, высочайшее жалованье которых обеспечивает их безоговорочную верность.
Известные города
- Гамзар

### Объединённый протекторат
Эти четыре страны образуют величайший политический, экономический и военный союз за всю историю человечества — Объединённый Протекторат. Он продолжает существовать чуть ли не со времен Войн Падения и проводит пусть и спорную, но необходимую политику вмешательства во внутренние дела третьих стран. Список вопросов, подлежащих пристальному контролю со стороны Объединённого Протектората, довольно обширен. Это и контроль за вооружением, дабы не позволить создать оружие чудовищной разрушительной силы, которое уничтожило навеки Империю Заката, это и контроль за соблюдением закона о Запретной магии, это и гуманитарная политика, вроде повсеместного внедрения языка торн, и многое другое.

### Скарт
Рядовое, малопримечательное государство, старающееся придерживаться жесточайшего нейтралитета. Знаменито своими ремесленниками, продукция которых ценится во всем мире. Оно поставляет оружие даже в страны Объединённого Протектората.
Известные города
- Тувин

### Вольные баронства
Кроме этого, на юге Грольда расположились несколько карликовых государств, служащих постоянной головной болью для их соседей. Это так называемые Вольные баронства, хотя там есть и королевства, графства и даже княжества. Все эти страны-малыши управляются деспотическими правителями, которые только спят и видят, как бы отрезать кусок территории у соседа, и даже осмеливаются совершать регулярные набеги на крупные страны. Факт существования сиих разбойных анклавов объясняется старыми договорами, которые запрещают крупным державам захватывать карликов.

### Орлиная гряда
Владение гномов, которые берут немалую плату за использование своих тоннелей в горах. Кроме того, они торгуют металлом, золотом и драгоценными камнями, получая баснословные прибыли. Про великолепное оружие и доспехи подгорных владык и говорить нечего. Более мелкие гномьи кланы владеют крупными горными массивами по всему Грольду. Это горы Трора на востоке Гарташа, Козьи горы в Зелоде и Калассы на границе Джуги и одного из Вольных баронств.

### Маллореан
Государство светлых эльфов на востоке Грольда. Чужаки сюда не допускаются, поэтому сведений о этих землях немного.
Известные города
- Галлеорн
- Вилуаль

#### Кланы светлых эльфов
- Литаль, Голос Света — сильны в дипломатии. Герб — серебряный цветок.
- Рьярхиен, Страж Ночи — хорошие воины. Герб — перевернутая капля лилового цвета, похожая на клык.
- Эль’туарен, Искатели Врат — известны своими магами. Герб- голубой глаз в обрамлении из чёрного серебра.
- Чинталион, Щит Заката — хорошие воины. Герб — зелёная змейка.
- Фек’яр, Вестники Тени — маги-убийцы. Герб — кроваво-красная жаба с черными глазами.
- Ориэльта, Зеркало Жизни — сильны в дипломатии. Герб-золотая чаша или кубок.
- Гуарр’еррит, Ловцы Ветра — один из двух уцелевших за тысячелетия стихийных кланов. Посвящены Воздуху. Герб — три пера из металла.
- Тес’симир, Птицы Вод — второй стихийный клан, посвящён Воде. Герб — темно-синий скат.

### Загорный Халифат
Загорный Халифат — это декоративное объединение семи стран, возглавляемых халифами. Ралайят, Зиккур, Сураль, Лайлат, Сура, Залимар, Халис — это государства, мало чем отличающиеся. от Вольных баронств, разве что люди здесь живут утонченные, умеющие ценить искусство, вино, горячего скакуна, любовь наложницы и кровь врага на жарком песке. Убить здесь могут за малейшее оскорбление. История прихода к власти каждого халифа — местного правителя — это реки крови и сотни отрубленных голов. Дикие нравы царят в этих землях.

### Страна Хань (Поднебесная империя)
В отличие от Загорного Халифата страна Хань — это, несомненно, великое государство, ведомое их императорами к цели пусть и длинным, но чрезвычайно спокойным путём. Богатейшая страна, производитель лучших специй на всем Торне, управляется императором, которого не достоин увидеть ни один из чужеземцев. Народ, населяющий страну, сильно отличается внешне от прочих людей. С чуть желтоватой кожей, с узкими глазами, малорослые, они вызывают обманчивое ощущение слабости.
Известные города
- Дерина

### Султанат Иссор
Как-то так сложилось, что это самое редко посещаемое человеческое государство на Сууде. Возможно, это связано с тем, что сухопутный путь закрыт их вечным противником — Поднебесной империей, а морских торговцев не пускают дальше порта, но факт остается фактом: иноземных гостей здесь мало, потому слухи о стране бродят самые разнообразные.
Известные города
- Чурдан

### Страна Орков
Следующий материк — это Горх. Здесь обитают, наверное, самые враждебные современной цивилизации нации. На севере вольготно расположилась страна орков. Какой-то общей структуры власти у них нет, потому они беспрестанно воюют между собой и с южными соседями.

### Страна Тёмных эльфов
В центре материка расположилась покрытая завесой мрака и тайны земля Ночных эльфов. Со времен древнего Раскола они являются постоянными соперниками своих Светлых собратьев и их союзников. Вряд ли кто из людей когда-либо осмеливался посетить эту страну темной магии, запретных культов и Древних Сил.

### Тлантос
Тлантос — самое спорное и непонятное государство Торна. Говорят, в невообразимой древности здесь располагалось государство черных магов, наводившее ужас на прочие расы. По легендам лишь вся мощь не менее кошмарной Закатной империи смогла разрушить власть местных владык, а некоторые историки Торна считают, что это произошло ещё во времена владычества вартагов. Настороженное отношение сохранилось и спустя все эти тысячелетия. У Тлантоса неплохой флот, компактная, но чрезвычайно мобильная армия, не чураются здесь и чародейства, хотя, по настоянию Нолда, запрещено передавать местным колдунам новейшие достижения теоретической и практической магии. Правит Тлантосом из красивейшего дворца-пирамиды в столице Король, обладающий такой же властью, что и ханьский.
Известные города
Талак
- Иерархия магов Тлантоса
- только для истинных магов высших степеней посвящения
- Наименьшим рангом у чародея является первый наибольшим десятый. У каждого ранга на костяном медальоне имеется особый рисунок :
- 1.Щит
- 2.Жезл
- 3.Сжатый кулак
- 4.Кристалл
- 5.Ветвистая молния
- 6.Когтистая рука
- 7.Линза силы
- 8.Взгляд Мертвого
- 9.Переплетенные рога
- 10.Чистая поверхность

### Страны Сардуора
Так уж исторически сложилось, но большинство самых чудовищных войн начиналось именно с этого материка. Здесь располагалась Закатная империя, здешние страны поддерживали Объединённые Колонии Заката, поэтому вполне объяснимо пристальное внимание Объединённого Протектората к этим землям. Кроме того, здесь до сих пор остались следы старых битв. Это Запретные земли на севере и Стеклянная пустыня в центре материка. Кошмарные территории, до сих пор остающиеся поводом для страхов остального мира.
Земля Наместника (столица Полот), Гурр (Торк), Узз (Глорт), Зарок (Гарвос), Саурма (Гульмарат), Западный Кайен (Старый Гиварт), Восточный Кайен (Новый Гиварт), Харн (Ког Харн), Заурам (Дзанд), Загорье (Яроград). Все эти государства выделяются не только своей бедностью, но и поразительной строптивостью по отношению к вынужденному диктату Объединённого Протектората. Единственные более или менее богатые государства — это Восточный Кайен, Харн, Загорье, Земля Наместника, но и они не идут ни в какое сравнение с величием стран остального цивилизованного мира. Сардуор — это единственное место на всем Торне, где продолжают цепляться за язык прежних времен, но силы Протектората с этим успешно борются. Гральг постепенно вытесняется торном.

## Летоисчисление
Летоисчисление в мире Торна делится на два периода: до принятия скипетра (до П. С.) и после принятия скипетра (от П. С.)
Принятие Скипетра (П. С.) — поворотная точка от которой начинается современное летосчисление. Соответствует дате принятия скипетра Власти властителем Тардоном, что привело к созданию военного союза людей, Истинных магов, эльфов и гномов. Это способствовало полной победе над Объединёнными Колониями Заката.

## Легенды[4]
- Молот Зелода — легендарный артефакт, способный своей силой раскалывать самые мощные оборонительные преграды. Был оружием знаменитого мага Зелода, основателя династии Рансов, правителей королевства Зелод. Молот был утерян вместе со смертью владельца. Вновь был извлечён из недр Козьих гор правителем Зелода Гелидом Рансом I в 2129 году от П. С.
- Скипетр Власти — самый могучий артефакт, способный по преданию повелевать стихиями. Был утерян, пропав вместе с его хозяйкой.
- Череп Некронда — мощный артефакт, способный поднимать армии мертвых и вызывать демонов. Был уничтожен в начале войн Падения.